# サン・ヴェナンツォ
サン・ヴェナンツォ（伊: San Venanzo）は、イタリア共和国ウンブリア州テルニ県にある、人口約2,200人の基礎自治体（コムーネ）。

## 地理

### 位置・広がり

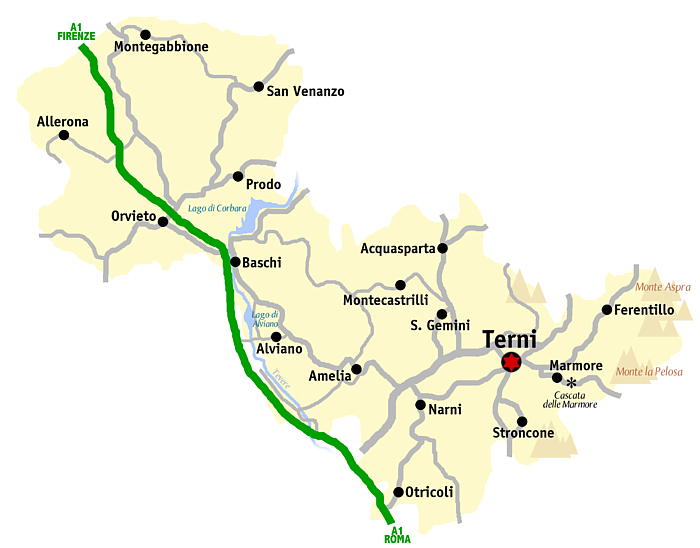
テルニ県概略図

テルニ県北西部のコムーネ。

#### 隣接コムーネ
隣接するコムーネは以下の通り。括弧内のPGはペルージャ県所属を示す。
- フィクッレ
- フラッタ・トディーナ (PG)
- マルシャーノ (PG)
- モンテ・カステッロ・ディ・ヴィービオ (PG)
- モンテガッビオーネ
- オルヴィエート
- パッラーノ
- ピエガーロ (PG)
- トーディ (PG)

### 気候分類・地震分類
サン・ヴェナンツォにおけるイタリアの気候分類 (it) および度日は、zona E, 2211 GGである。
また、イタリアの地震リスク階級 (it) では、zona 2 (sismicità media) に分類される。

## 行政

### 分離集落
サン・ヴェナンツォには以下の分離集落（フラツィオーネ）がある。
- Civitella dei Conti, Collelungo, Ospedaletto, Poggio Spaccato, Poggio Aquilone, Pornello, Ripalvella, Rotecastello, San Marino, San Vito in Monte